# Дослідницька станція «Пєтніца»

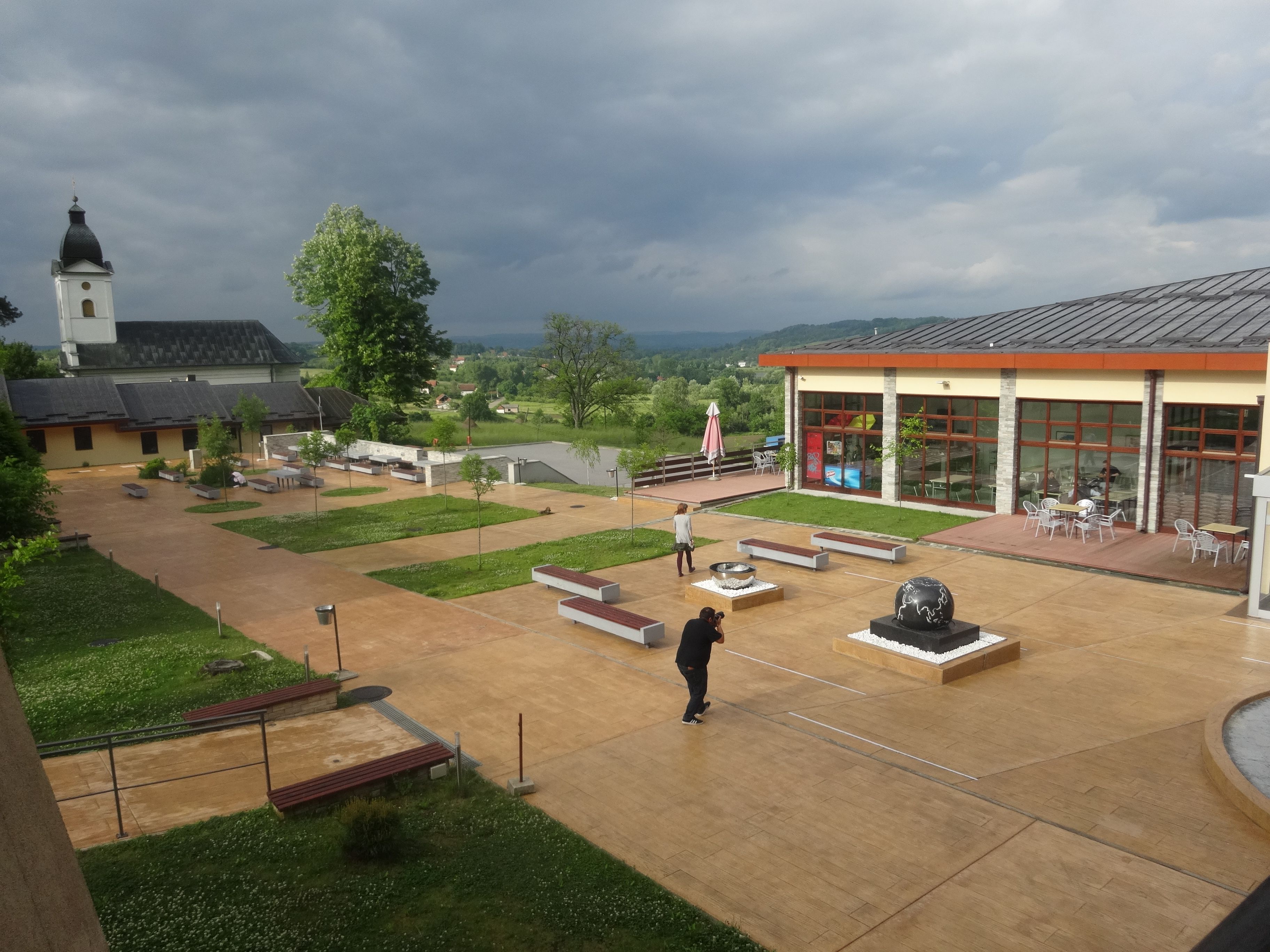
Двір станції «Пєтніца»

Дослідницька станція «Пєтніца» (серб. Истраживачка станица Петница / Istraživačka stanica Petnica) — незалежний навчальний заклад, науковий центр, що проводить додаткові навчальні семінари для високомотивованих школярів, студентів та викладачів. Працює з 1982 року у селищі Пєтніца Колубарського округу Сербії.

## Історія

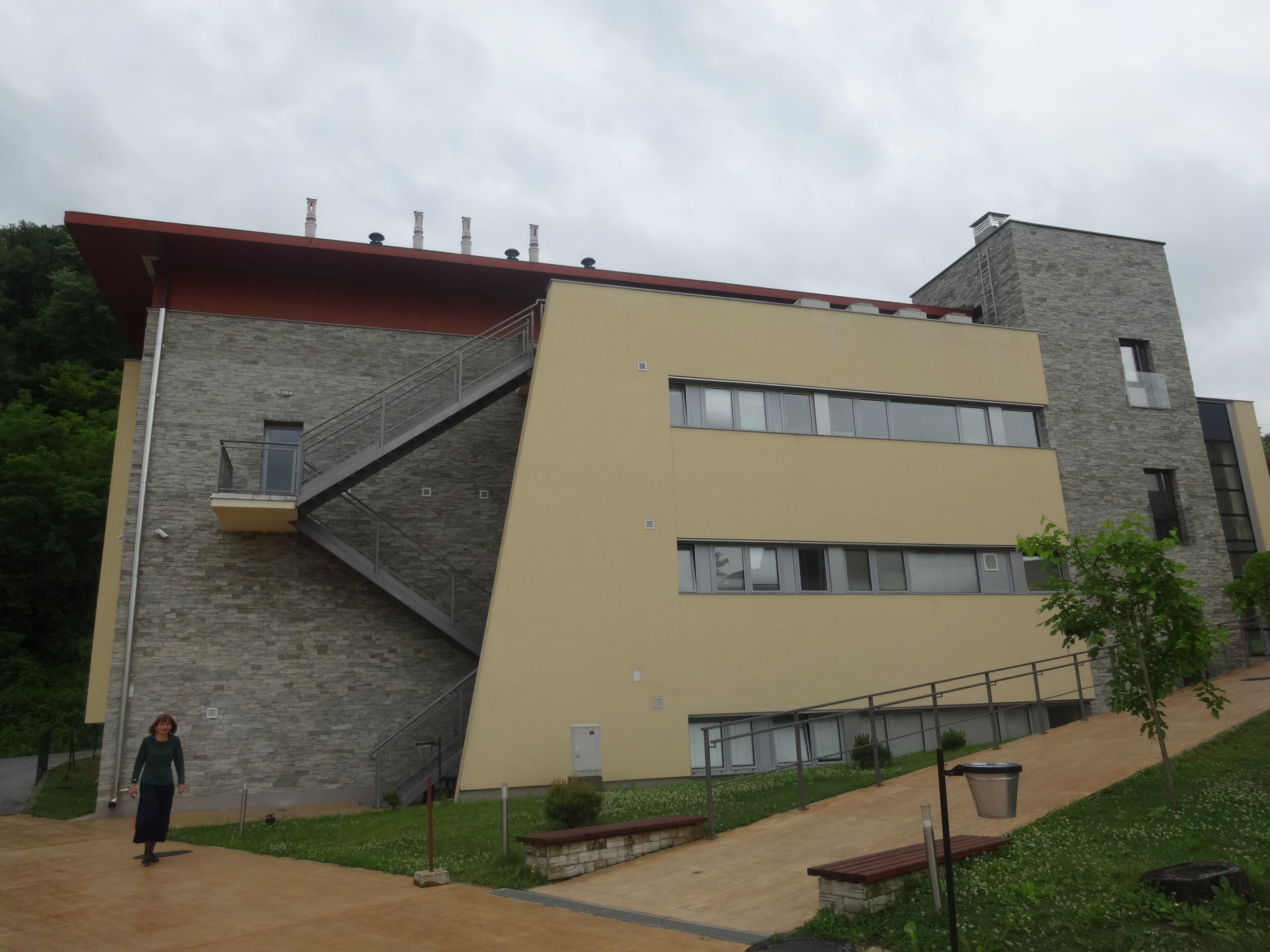
Лабораторний комплекс

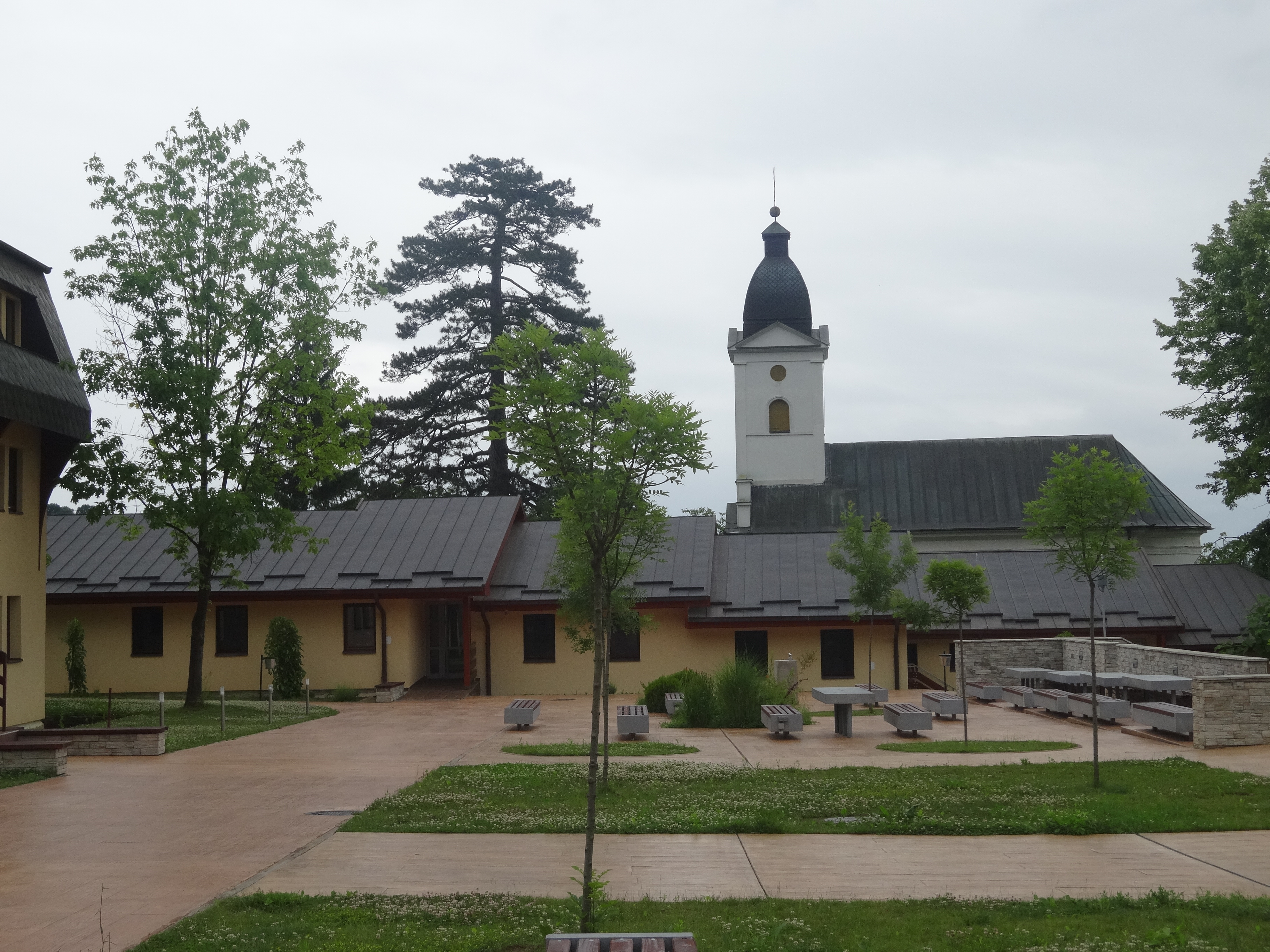
Будівля бібліотеки

Станцію засновано у 1982 році групою молодих дослідників, викладачів та студентів, які були незадоволені існуючою практикою підготовки наукових кадрів (один із засновників, Вігор Маїч, згодом обіймав посаду заступника міністра освіти та спорту Сербії). Таким чином, вона стала першою незалежною освітньою організацією на території Югославії. Місцем базування станції обрали невелике селище Пєтніца, що знаходиться у семи кілометрах на південний схід від міста Валево та у дев'яноста кілометрах на південний захід від Белграду. Станція швидко здобула популярності, ставши одним з найпрестижніших наукових центрів у регіоні. Так, за перші два десятиліття свого існування «Пєтніца» організувала близько 2 тисяч семінарів, у яких взяли участь більш ніж 40 тисяч осіб.

## Діяльність та характеристики
«Пєтніца» займається проведенням сезонних семінарів для обдарованих підлітків, що вийшли за рамки стандартної загальноосвітньої програми та бажають розвиватися інтенсивніше. В основному це учні молодших та старших класів шкіл з хорошою успішністю, але також на станції є курси для студентів вишів та молодих викладачів. Навчання для громадян Сербії безкоштовне, тоді як іноземні учні мають можливість приїжджати сюди на платній основі. Залежно від обраних програм учні вивчають такі дисципліни як математика, фізика, історія, біологія, астрономія, хімія, геологія, інформатика, археологія, антропологія, медицина, лінгвістика, психологія та ін. Керівництво залучає до читання лекцій професійних вчених, інженерів, співробіників науково-дослідницьких інститутів, університетських професорів.
В цілому навчальний центр «Пєтніца» займає площу у 7500 м² та включає шість будівель: навчальний корпус, адміністративний корпус, житловий кампус, їдальня, бібліотека та лабораторна будівля. Навчальний корпус поділений на декілька аудиторій різного призначення та розміра. Житловий кампус розрахований на 170 осіб, зазвичай учні живуть у кімнатах по двоє. Центр має астрономічну обсерваторію та сім спеціалізованих лабораторій для проведення практичних експериментальних занять, це лабораторії з біології, біомедицини, хімії, геології, археології, фізики та електроніки/комп'ютерних наук.
Щорічно станція організовує понад сто навчальних курсів, за цей час нею користуються близько 2,5 тисяч учнів та вчителів. Річний бюджет організації становить приблизно 0,8 млн євро. Фінансування лише на 40 % здійснюється за рахунок державного бюджету, грантів міністерств освіти, науки та молоді, тоді як решта коштів надходять від розроблюваних у науковому центрі проектів, прямих пожертв, спонсорів та внесків іноземних студентів. Зокрема, «Пєтніцу» фінансово підтримує Нафтова індустрія Сербії.